# Norrland Egyetemi Kórház
A Norrland Egyetemi Kórház (svédül Norrlands universitetssjukhus) a svédországi Umeå városában található, és a legnagyobb kórház Svédország északi részében, 5600 alkalmazottal. Az intézmény egyben az Umeåi Egyetem oktató kórházaként is működik, irányítását az egyetem orvosi kara látja el. A karon 2860 nappali tagozatos és 450 posztgraduális hallgató tanul, dolgozói állománya pedig mintegy 1020 fő, ennek fele oktató vagy kutató.

## Története
A kórház elődjét 1784-ben alapították, katonai jellegű „lazarettként”, járványos betegek kezelésére, eredetileg 8 kórteremmel. A „sárga háznak” nevezett épület még ma is áll, de már nem funkcionál kórházként. Umeå város terjeszkedésével azonban szükségessé vált egy új kórház építése, melyhez a város középső részén jelöltek ki területet. Ez a 134 kórtermes kórház 1907-ben kezdte meg működését, ennek megfelelően a fennállásának centenáriumát 2007-ben ünnepelték. 1918-ban a kórház tovább terjeszkedett; 1926-ban szemészeti klinika létesült, 1937-ben gyermekgyógyászati részleggel bővült, 1957-ben pedig szülészeti és nőgyógyászati osztállyal gyarapodott. A kórház eredeti épületeit időközben lebontották, ma az intézmény újabb létesítésű épületekben működik.

## Fordítás
Ez a szócikk részben vagy egészben  a   Norrland University Hospital című angol Wikipédia-szócikk fordításán alapul.  Az eredeti cikk szerkesztőit annak laptörténete sorolja fel. Ez a jelzés csupán a megfogalmazás eredetét és a szerzői jogokat jelzi, nem szolgál a cikkben szereplő információk forrásmegjelöléseként.